# 梶山ミカ
梶山 ミカ（かじやま ミカ、5月20日 - ）は、日本の漫画家、イラストレーター。

## 作品リスト

### 連載
- ネオ アンジェリーク（原作：ルビー・パーティー、あすかコミックスDX、2006年 - 2009年、角川書店、全5巻）
- あやはとり召喚帖（『月刊ASUKA』2009年12月号 - 2011年9月号、角川書店、全4巻）
- オレとあたしの彼氏サマ（『月刊ASUKA』2011年12月号[1] - 2013年1月号、角川書店、全3巻）
- 吸血鬼の麗しき結婚（ストーリー原案：橋本夏鳴、『NextComicファースト』2012年9月3日 - 2012年9月24日、宙出版、全1巻）
- 花よりも刃のごとく（『月刊プリンセス』2013年3月号[2] - 2015年9月号[3]、秋田書店、全6巻）
- 大正初恋洋裁店（『ネクストF』2015年12月14日 - 2016年4月17日、宙出版、全1巻）
- 悪の女王の軌跡（原作：風見くのえ、『アルファポリス -電網浮遊都市-』2016年12月22日 - 2018年6月30日、アルファポリス、全2巻）
- イケメン戦国〜天下人の女になる気はないか〜（原作：CYBIRD、『月刊プリンセス』2017年2月号[4] - 2018年9月号[5]、秋田書店、全4巻）
- 魔王陛下のお掃除係（原作: 我鳥彩子、『月刊プリンセス』2019年3月号[6] - 連載中、秋田書店、既刊12巻）
- 令嬢はまったりをご所望。（原作: 三月べに、『アルファポリス -電網浮遊都市-』2019年3月5日[7] - 連載中、アルファポリス、既刊7巻）
- 流離の花嫁（原作：貴嶋啓、『ホワイトハートコミック』2020年6月20日 - 2021年8月20日、講談社、全4巻）
- 悪役令嬢（仮）の奮闘（原作：木村るか、『FLOS COMIC』2021年5月24日 - 、KADOKAWA、配信中、既刊5巻）

### 読み切り
- だから、花にはキスできない。（『月刊プリンセス』2016年3月号[8]）

### アンソロジー
- 『涼宮ハルヒの憂鬱』公式アンソロジー キョン&古泉の災難（2009年12月26日発売[9]） - 漫画[10]
- 『Cobalt』2011年9月号付録 別冊コバルト文庫（2011年8月1日発売） - 漫画[11]
- 『弱虫ペダル』公式アンソロジー 放課後ペダル（2014年6月6日発売[12]、『月刊プリンセス』2014年6月号掲載[13]） - イラスト[12]
- 『刀剣乱舞-ONLINE-』アンソロジー -出陣準備中!-（2016年3月16日発売[14]、『月刊プリンセス』2015年12月号[15]、『チャンピオンクロス』2016年1月19日掲載[16]） - 漫画[14]
- 『弱虫ペダル』公式アンソロジー 放課後ペダル4（2016年5月6日発売[17]）- イラスト[17]
- 『おそ松さん』公式アンソロジーコミック キレイ（2016年6月25日発売[18]） - 漫画[19]
- 『弱虫ペダル』公式アンソロジー 放課後ペダル5（2017年1月6日発売[20]） - 漫画[20]
- 『刀剣乱舞-ONLINE-』アンソロジー -ただいま帰還!-（2017年4月14日発売[21]、『月刊プリンセス』2017年4月号掲載[22][23]） - 漫画[21]
- 『KING OF PRISM by PrettyRhythm』アンソロジー ストリートのカリスマ（2017年6月16日発売[24]、『月刊プリンセス』2017年6月号掲載[25]） - 漫画[24]
- 『刀剣乱舞-ONLINE-』アンソロジー -任務遂行中!-（2018年6月15日発売[26]） - 漫画[26]
- 『刀剣乱舞-ONLINE-』アンソロジー -本丸待機中!-（2019年10月8日発売[27]） - 漫画[27]

### 挿絵・表紙絵
- 楓の剣!（著：かたやま和華、富士見ミステリー文庫、全3巻）
- 文庫版・ネオ アンジェリーク（原作：コーエー、著：藤咲あゆな、GAMECITY文庫、全3巻）
- 封印の女王（著：遠沢志希、角川ビーンズ文庫、全3巻）
- ラブ＆セレブ 〜幽霊城の花嫁〜（著：あまね翠、小学館ルルル文庫、全1巻）
- レディ・スカーレット 令嬢の危険な恋人（著：彩本和希、集英社コバルト文庫、全1巻）
- 兎月恋絵巻（著：甲斐田紫乃、ビーズログ文庫、全2巻）
- 公主様のお約束!（著：我鳥彩子、集英社コバルト文庫、全2巻）
- 女王陛下と呼ばないで（著：柏てん、角川ビーンズ文庫、全2巻）
- ポンコツ女子、異世界で仕立て屋はじめます（著：栗栖ひよ子、ベリーズ文庫、全1巻）
- 独占溺愛〜クールな社長に求愛されています〜（著：ひらび久美、ベリーズ文庫、全1巻）
- あやかし後宮の契約妃（著：青月花、角川ビーンズ文庫、全1巻）
- 駒月小毬は困ってる（著：我鳥彩子、集英社オレンジ文庫、既刊1巻）

### 児童書
- ミラクルハッピー かんたん かわいい ヘアアレンジDX（西東社、2016年12月発売）
- ミラクルハッピー はじめてのお菓子レシピDX（西東社、2017年1月発売）
- ミラクルかがやけ まんが! お仕事ガール（西東社、2017年3月発売）
- ドキドキときめき おんなのこの めいさくだいすき（西東社、2017年11月発売）
- キラキラかんどう おんなのこの めいさくだいすき（西東社、2017年11月発売）
- ミラクル胸キュン! 運命が変わる5分前のストーリー（西東社、2018年12月発売）
- ミラクルマスター 煌めきビジュアル日本の歴史人物事典DX（西東社、2019年8月発売）
- マンガキャラ配色の教科書（西東社、2021年６月発売）

### その他
- 危険なマイ★アイドル（キャラクターデザイン、原画） - 携帯用ゲーム
- 弱虫ペダル SCHOOL LIFE（2016年9月8日発売[28]、トリビュート企画「放課後ペダル」[29]） - 漫画[28]
- クジラの子らは砂上に歌う テレビアニメスタート記念企画（『月刊プリンセス』2017年11月号[30]） - トリビュートイラスト[30]